# Persone di nome Mark
| Questa pagina contiene informazioni ricavate automaticamente dalle voci biografiche con l'ausilio del template Bio e di un bot. L'aggiornamento è periodico e automatico e ricostruisce completamente la pagina. Se manca una persona in questa lista, sei pregato di non aggiungerla, ma accertati piuttosto che la sua voce biografica contenga il template Bio e che i dati anagrafici siano correttamente compilati. Se il template Bio manca, inseriscilo tu stesso o, in alternativa, metti l'avviso {{tmp\|Bio}} che ne segnala la mancanza. Se i dati riportati sono sbagliati, correggi direttamente la voce biografica; le modifiche saranno visibili in questa lista entro pochi giorni. Per chiarimenti vedi il progetto antroponimi. La lista contiene solo le 881 persone che sono citate nell'enciclopedia e per le quali è stato implementato correttamente il template Bio. Pagina aggiornata al 6 ago 2025. |

Questa è una lista di persone presenti nell'enciclopedia che hanno il nome Mark, suddivise per attività principale.

## Allenatori di baseball(1)
- Mark McGwire, allenatore di baseball e ex giocatore di baseball statunitense (Pomona, n. 1963)

## Allenatori di calcio(40)
- Mark Aizlewood, allenatore di calcio e ex calciatore gallese (Newport, n. 1959)
- Mark Atkins, allenatore di calcio e ex calciatore inglese (Doncaster, n. 1968)
- Mark Beard, allenatore di calcio e ex calciatore inglese (Roehampton, n. 1974)
- Mark van Bommel, allenatore di calcio e ex calciatore olandese (Maasbracht, n. 1977)
- Mark Bowen, allenatore di calcio e ex calciatore gallese (Neath, n. 1963)
- Mark Bunn, allenatore di calcio e ex calciatore inglese (Camden, n. 1984)
- Mark Cooper, allenatore di calcio e ex calciatore inglese (Wakefield, n. 1968)
- Mark Crossley, allenatore di calcio e ex calciatore gallese (Barnsley, n. 1969)
- Mark Dempsey, allenatore di calcio e ex calciatore inglese (Manchester, n. 1964)
- Mark Falco, allenatore di calcio e ex calciatore inglese (Londra, n. 1960)
- Mark Fish, allenatore di calcio e ex calciatore sudafricano (Città del Capo, n. 1974)
- Mark Fotheringham, allenatore di calcio e calciatore scozzese (Dundee, n. 1983)
- Mark Harrison, allenatore di calcio e ex calciatore inglese (Derby, n. 1960)
- Mark Howard, allenatore di calcio e ex calciatore inglese (Salford, n. 1986)
- Mark Alexander Hudson, allenatore di calcio e ex calciatore inglese (Guildford, n. 1982)
- Mark Kennedy, allenatore di calcio e ex calciatore irlandese (Dublino, n. 1976)
- Mark Kerr, allenatore di calcio e ex calciatore scozzese (Coatbridge, n. 1982)
- Mark Kinsella, allenatore di calcio e ex calciatore irlandese (Dublino, n. 1972)
- Mark Lillis, allenatore di calcio e ex calciatore inglese (Manchester, n. 1960)
- Mark Luijpers, allenatore di calcio e ex calciatore olandese (Cadier en Keer, n. 1970)
- Mark McGhee, allenatore di calcio e ex calciatore scozzese (Glasgow, n. 1957)
- Mark Milligan, allenatore di calcio e ex calciatore australiano (Sydney, n. 1985)
- Mark Nicholls, allenatore di calcio e ex calciatore inglese (Hillingdon, n. 1977)
- Mark Parsons, allenatore di calcio inglese (Cranleigh, n. 1986)
- Mark Pembridge, allenatore di calcio e ex calciatore gallese (Merthyr Tydfil, n. 1970)
- Mark Robins, allenatore di calcio e ex calciatore inglese (Ashton-under-Lyne, n. 1969)
- Mark Robson, allenatore di calcio e ex calciatore inglese (Newham, n. 1969)
- Mark Rudan, allenatore di calcio e ex calciatore australiano (Sydney, n. 1975)
- Mark Sampson, allenatore di calcio e ex calciatore gallese (Creigiau, n. 1982)
- Mark Seagraves, allenatore di calcio e ex calciatore inglese (Bootle, n. 1966)
- Mark Semioli, allenatore di calcio e ex calciatore statunitense (Brooklyn, n. 1968)
- Mark Stimson, allenatore di calcio e calciatore inglese (Plaistow, n. 1967)
- Mark Strudal, allenatore di calcio e ex calciatore danese (Glostrup, n. 1968)
- Mark Strukelj, allenatore di calcio, dirigente sportivo e ex calciatore italiano (Dorking, n. 1962)
- Mark Uhatahi, allenatore di calcio e ex calciatore tongano (n. 1983)
- Mark Warburton, allenatore di calcio e ex calciatore inglese (Londra, n. 1962)
- Mark Watson, allenatore di calcio e ex calciatore canadese (Vancouver, n. 1970)
- Mark Wilson, allenatore di calcio e ex calciatore scozzese (Glasgow, n. 1984)
- Mark Wotte, allenatore di calcio, dirigente sportivo e ex calciatore olandese (Enschede, n. 1960)
- Mark Wright, allenatore di calcio e ex calciatore inglese (Dorchester, n. 1963)

## Allenatori di hockey su ghiaccio(4)
- Mark Johnson, allenatore di hockey su ghiaccio e ex hockeista su ghiaccio statunitense (Minneapolis, n. 1957)
- Mark Morrison, allenatore di hockey su ghiaccio e ex hockeista su ghiaccio canadese (Delta, n. 1963)
- Mark Napier, allenatore di hockey su ghiaccio e ex hockeista su ghiaccio canadese (Toronto, n. 1957)
- Mark Szücs, allenatore di hockey su ghiaccio e ex hockeista su ghiaccio austriaco (Toronto, n. 1976)

## Allenatori di pallacanestro(2)
- Mark Daigneault, allenatore di pallacanestro statunitense (Leominster, n. 1985)
- Mark Few, allenatore di pallacanestro statunitense (Creswell, n. 1962)

## Allenatori di tennis(5)
- Mark Knowles, allenatore di tennis e ex tennista bahamense (Nassau, n. 1971)
- Mark Merklein, allenatore di tennis e ex tennista bahamense (Freeport, n. 1972)
- Mark Petchey, allenatore di tennis e ex tennista britannico (Loughton, n. 1970)
- Mark Philippoussis, allenatore di tennis e ex tennista australiano (Melbourne, n. 1976)
- Mark Woodforde, allenatore di tennis e ex tennista australiano (Adelaide, n. 1965)

## Alpinisti(1)
- Mark Inglis, alpinista e ex paraciclista neozelandese (Hanmer Springs, n. 1959)

## Altisti(1)
- Mark Boswell, altista canadese (Mandeville, n. 1977)

## Ammiragli(1)
- Mark Kerr, ammiraglio e scrittore inglese (n. 1864 - † 1944)

## Animatori(4)
- Mark Andrews, animatore, regista e designer statunitense (Los Angeles, n. 1968)
- Mark Baker, animatore e produttore cinematografico britannico (Londra, n. 1959)
- Mark Gustafson, animatore e regista statunitense (Portland, n. 1959 - Portland, † 2024)
- Justin Roiland, animatore, doppiatore e sceneggiatore statunitense (Manteca, n. 1980)

## Aracnologi(1)
- Mark Stephen Harvey, aracnologo australiano (n. 1959)

## Arbitri di calcio(3)
- Mark Clattenburg, ex arbitro di calcio inglese (Consett, n. 1975)
- Mark Geiger, ex arbitro di calcio statunitense (Beachwood, n. 1974)
- Mark Shield, ex arbitro di calcio australiano (Rockhampton, n. 1973)

## Arcivescovi cattolici(3)
- Mark Benedict Coleridge, arcivescovo cattolico australiano (Melbourne, n. 1948)
- Mark Miles, arcivescovo cattolico, diplomatico e traduttore britannico (Gibilterra, n. 1967)
- Mark O'Toole, arcivescovo cattolico inglese (Lambeth, n. 1963)

## Artisti marziali misti(5)
- Mark Coleman, artista marziale misto e lottatore statunitense (Fremont, n. 1964)
- Mark Hominick, artista marziale misto e ex kickboxer canadese (Thamesford, n. 1982)
- Mark Hunt, artista marziale misto e kickboxer neozelandese (Auckland, n. 1974)
- Mark Kerr, artista marziale misto statunitense (Toledo, n. 1968)
- Mark Muñoz, artista marziale misto statunitense (Yokosuka, n. 1978)

## Astisti(1)
- Mark Hollis, astista statunitense (Freeport, n. 1984)

## Astronauti(5)
- Mark Neil Brown, ex astronauta statunitense (Valparaiso, n. 1951)
- Mark Kelly, ex astronauta, ufficiale e politico statunitense (Orange, n. 1964)
- Mark Lee, ex astronauta statunitense (Viroqua, n. 1952)
- Mark Polansky, ex astronauta statunitense (Paterson, n. 1956)
- Mark Vande Hei, astronauta statunitense (Falls Church, n. 1966)

## Astronomi(5)
- Mark Abraham, astronomo statunitense
- Mark Armstrong, astronomo britannico (n. 1958)
- Mark Hammergren, astronomo statunitense (n. 1964)
- Mark Hollands, astronomo britannico
- Mark Scott Marley, astronomo statunitense

## Atleti paralimpici(1)
- Mark Farnell, ex atleta paralimpico britannico (n. 1961)

## Attivisti(2)
- Mark Ashton, attivista e politico britannico (Oldham, n. 1960 - Southwark, † 1987)
- Mark Boyle, attivista e scrittore irlandese (Ballyshannon, n. 1979)

## Attori pornografici(3)
- Mark Anthony, ex attore pornografico britannico (Cardiff, n. 1967)
- Mark Davis, ex attore pornografico britannico (Londra, n. 1965)
- Ryan Idol, ex attore pornografico e attore teatrale statunitense (Worcester, n. 1964)

## Autori di giochi(1)
- Mark Rein·Hagen, autore di giochi statunitense (n. 1964)

## Autori di videogiochi(1)
- Mark Cerny, autore di videogiochi e programmatore statunitense (Burbank, n. 1964)

## Autori televisivi(1)
- Thurop Van Orman, autore televisivo, animatore e doppiatore statunitense (Norfolk, n. 1976)

## Avvocati(1)
- Mark Fejgin, avvocato e politico russo (Samara, n. 1971)

## Banchieri(1)
- Mark Welser, banchiere, politico e astronomo tedesco (Augusta, n. 1558 - Augusta, † 1614)

## Bassi-baritoni(1)
- Mark S. Doss, basso-baritono statunitense (Cleveland, n. 1957)

## Bassisti(12)
- Mark Andes, bassista e compositore statunitense (Filadelfia, n. 1948)
- Mark Bedford, bassista britannico (Londra, n. 1961)
- Mark Clarke, bassista britannico (Liverpool, n. 1950)
- Traa Daniels, bassista statunitense (Cleveland, n. 1970)
- Mark Evans, bassista australiano (Melbourne, n. 1956)
- Mark King, bassista, cantante e compositore britannico (Cowes, n. 1958)
- Mark James Klepaski, bassista statunitense (Wilkes-Barre, n. 1972)
- Mark Luckhurst, bassista e compositore britannico (Londra, n. 1961)
- Mark Mendoza, bassista statunitense (Long Island, n. 1955)
- Mark Spicoluk, bassista e produttore discografico canadese (Ajax, n. 1979)
- Mark Stoermer, bassista statunitense (Houston, n. 1977)
- Mark Walker, bassista statunitense (Chicago, n. 1961)

## Batteristi(8)
- Mark Brzezicki, batterista e compositore britannico (Slough, n. 1957)
- Mark Craney, batterista statunitense (Minneapolis, n. 1952 - Sherman Oaks, † 2005)
- Mark Cross, batterista britannico (Londra, n. 1965)
- Mark Guiliana, batterista, compositore e produttore discografico statunitense (Florham Park, n. 1980)
- Mark Heaney, batterista britannico (Kensington, n. 1970)
- Mark Nauseef, batterista e percussionista statunitense (Cortland, n. 1953)
- Scott Travis, batterista statunitense (Norfolk, n. 1961)
- Mark Zonder, batterista statunitense (Detroit, n. 1958)

## Beatmaker(1)
- DJ Pooh, beatmaker, rapper e produttore discografico statunitense (Los Angeles, n. 1969)

## Biologi(1)
- Mark D. B. Eldridge, biologo australiano

## Botanici(2)
- Mark Wayne Chase, botanico britannico (n. 1951)
- Mark James Elgar Coode, botanico britannico (n. 1937)

## Canoisti(3)
- Mark Oldershaw, canoista canadese (Burlington, n. 1983)
- Mark Zabel, canoista tedesco (Calbe, n. 1973)
- Mark de Jonge, canoista canadese (Calgary, n. 1984)

## Canottieri(2)
- Mark Evans, ex canottiere canadese (Toronto, n. 1957)
- Mark Hunter, canottiere britannico (Londra, n. 1978)

## Cantanti(25)
- Mark Arm, cantante e chitarrista statunitense (Seattle, n. 1962)
- Buju Banton, cantante giamaicano (Kingston, n. 1973)
- Mark Boals, cantante e bassista statunitense (Ohio, n. 1958)
- Mark Chesnutt, cantante statunitense (Beaumont, n. 1963)
- Mark Dinning, cantante statunitense (Oklahoma, n. 1933 - Missouri, † 1986)
- Mark Farner, cantante, chitarrista e compositore statunitense (Flint, n. 1948)
- Mark Forster, cantante e pianista tedesco (Kaiserslautern, n. 1983)
- Mark Greenway, cantante inglese (Kettering, n. 1969)
- Levon Helm, cantante, batterista e polistrumentista statunitense (Elaine, n. 1940 - New York, † 2012)
- Mark Hoppus, cantante e bassista statunitense (Ridgecrest, n. 1972)
- Mark Hunter, cantante e musicista statunitense (Cleveland, n. 1977)
- Mark Jansen, cantante, chitarrista e compositore olandese (Reuver, n. 1978)
- Mark McGrath, cantante statunitense (Hartford, n. 1968)
- Mark Medlock, cantante tedesco (Francoforte sul Meno, n. 1978)
- Mark Morrison, cantante britannico (Hannover, n. 1972)
- Mark Mothersbaugh, cantante, musicista e compositore statunitense (Akron, n. 1950)
- Mark Murphy, cantante statunitense (Syracuse, n. 1932 - Englewood, † 2015)
- Mark Owen, cantante e ballerino britannico (Oldham, n. 1972)
- Mark Ronson, cantante, disc jockey e produttore discografico britannico (Londra, n. 1975)
- Mark Slaughter, cantante statunitense (Las Vegas, n. 1964)
- Mark E. Smith, cantante britannico (Broughton, n. 1957 - Prestwich, † 2018)
- Mark Stewart, cantante britannico (Bristol, n. 1960 - † 2023)
- Mark Tornillo, cantante statunitense (Brielle, n. 1954)
- Mark Tuan, cantante e rapper statunitense (Los Angeles, n. 1993)
- Mark Volman, cantante, chitarrista e cantautore statunitense (Los Angeles, n. 1947)

## Cantautori(11)
- Duke, cantautore, compositore e produttore discografico britannico (Newcastle upon Tyne)
- Mark Ambor, cantautore statunitense (Pleasantville, n. 1997)
- Marc Bolan, cantautore e chitarrista inglese (Londra, n. 1947 - Barnes, † 1977)
- Mark Eitzel, cantautore statunitense (Walnut Creek, n. 1959)
- Mark Foster, cantautore e musicista statunitense (Milpitas, n. 1984)
- Mark Hollis, cantautore e compositore britannico (Tottenham, n. 1955 - Londra, † 2019)
- Mark Kozelek, cantautore e attore statunitense (Massillon, n. 1967)
- Mark Lanegan, cantautore e musicista statunitense (Ellensburg, n. 1964 - Killarney, † 2022)
- Sisqó, cantautore e produttore discografico statunitense (Baltimora, n. 1978)
- Mark Spoelstra, cantautore e chitarrista statunitense (Kansas City, n. 1940 - Pioneer, † 2007)
- Mark Weigle, cantautore statunitense (Annandale, n. 1967)

## Cavalieri(2)
- Mark Phillips, cavaliere e ex atleta britannico (Cirencester, n. 1948)
- Mark Todd, cavaliere neozelandese (Cambridge, n. 1956)

## Cestisti(48)
- Mark Acres, ex cestista statunitense (Inglewood, n. 1962)
- Mark Aguirre, ex cestista e allenatore di pallacanestro statunitense (Chicago, n. 1959)
- Mark Al-Khoury, cestista libanese (Beirut, n. 1998)
- Mark Alarie, ex cestista statunitense (Phoenix, n. 1963)
- Mark Binstein, cestista, allenatore di pallacanestro e dirigente sportivo statunitense (n. 1934 - † 2007)
- Mark Blount, ex cestista statunitense (Yonkers, n. 1975)
- Mark Brisker, ex cestista statunitense (Detroit, n. 1969)
- Mark Bryant, ex cestista e allenatore di pallacanestro statunitense (Glen Ridge, n. 1965)
- Mark Buford, ex cestista statunitense (Memphis, n. 1970)
- Mark Campanaro, ex cestista statunitense (Toledo, n. 1954)
- Mark Crow, ex cestista statunitense (Edwards Air Force Base, n. 1954)
- Mark Davis, ex cestista statunitense (Thibodaux, n. 1973)
- Mark Davis, ex cestista statunitense (Chesapeake, n. 1963)
- Mark Dean, ex cestista bahamense (Nassau, n. 1970)
- Mark Dickel, ex cestista e allenatore di pallacanestro neozelandese (Christchurch, n. 1976)
- Mark Eaton, cestista statunitense (Inglewood, n. 1957 - Park City, † 2021)
- Mark Ertel, cestista statunitense (Tipton, n. 1919 - Indianapolis, † 2010)
- Mark Gottfried, ex cestista e allenatore di pallacanestro statunitense (Crestline, n. 1964)
- Mark Hughes, cestista statunitense (Youngstown, n. 1997)
- Mark Jackson, ex cestista e allenatore di pallacanestro statunitense (Brooklyn, n. 1965)
- Mark Jones, ex cestista statunitense (Rochester, n. 1961)
- Mark Karcher, ex cestista statunitense (Baltimora, n. 1978)
- Mark Landsberger, ex cestista statunitense (Minot, n. 1955)
- Mark Lyons, cestista statunitense (Schenectady, n. 1989)
- Mark Macon, ex cestista e allenatore di pallacanestro statunitense (Saginaw, n. 1969)
- Mark Madsen, ex cestista e allenatore di pallacanestro statunitense (Walnut Creek, n. 1976)
- Mark McNamara, cestista statunitense (San Jose, n. 1959 - † 2020)
- Mark Miller, ex cestista e allenatore di pallacanestro statunitense (Chicago, n. 1975)
- Mark Minor, ex cestista statunitense (n. 1950)
- Mark Ogden, cestista statunitense (San Diego, n. 1994)
- Mark Olberding, ex cestista statunitense (Melrose, n. 1956)
- Mark Payne, ex cestista statunitense (Lubbock, n. 1988)
- Mark Pope, ex cestista e allenatore di pallacanestro statunitense (Omaha, n. 1972)
- Mark Radford, ex cestista statunitense (Tacoma, n. 1959)
- Mark Randall, ex cestista e allenatore di pallacanestro statunitense (Edina, n. 1967)
- Mark Simpson, ex cestista statunitense (Fort Wayne, n. 1961)
- Mark Smith, cestista statunitense (Peoria, n. 1959 - Peoria, † 2001)
- Mark Smith, cestista statunitense (Decatur, n. 1999)
- Mark Strickland, ex cestista e allenatore di pallacanestro statunitense (Atlanta, n. 1970)
- Mark Tollefsen, ex cestista statunitense (Danville, n. 1992)
- Mark Turenshine, cestista statunitense (Brooklyn, n. 1944 - Los Angeles, † 2016)
- Mark Turgeon, ex cestista e allenatore di pallacanestro statunitense (Topeka, n. 1965)
- Mark Tyndale, ex cestista statunitense (Filadelfia, n. 1986)
- Mark Wade, ex cestista e allenatore di pallacanestro statunitense (Torrance, n. 1965)
- Mark Watts, cestista statunitense (Detroit, n. 2000)
- Mark West, ex cestista, allenatore di pallacanestro e dirigente sportivo statunitense (Petersburg, n. 1960)
- Mark Williams, cestista statunitense (Norfolk, n. 2001)
- Mark Worthington, ex cestista e allenatore di pallacanestro australiano (Bunbury, n. 1983)

## Chitarristi(10)
- Mark Baldwin, chitarrista e compositore statunitense (New York, n. 1953)
- Mark Deutrom, chitarrista e bassista statunitense (Texas)
- Kipper, chitarrista, tastierista e produttore discografico britannico
- Mark Kendall, chitarrista statunitense (Loma Linda, n. 1957)
- Mark Knopfler, chitarrista, cantautore e compositore britannico (Glasgow, n. 1949)
- Mark Morton, chitarrista statunitense (Richmond, n. 1972)
- Mark Reale, chitarrista statunitense (Brooklyn, n. 1955 - San Antonio, † 2012)
- Mark St. John, chitarrista statunitense (Hollywood, n. 1956 - New York, † 2007)
- Mark Tremonti, chitarrista e cantante statunitense (Detroit, n. 1974)
- Mark Whitfield, chitarrista statunitense (Lindenhurst, n. 1966)

## Ciclisti su strada(5)
- Mark Cavendish, ex ciclista su strada e pistard britannico (Douglas, n. 1985)
- Mark Christian, ex ciclista su strada e pistard britannico (Douglas, n. 1990)
- Mark Donovan, ciclista su strada britannico (Penrith, n. 1999)
- Mark Padun, ex ciclista su strada ucraino (Donec'k, n. 1996)
- Mark Renshaw, ex ciclista su strada e pistard australiano (Bathurst, n. 1982)

## Climatologi(1)
- Mark Z. Jacobson, climatologo e ingegnere statunitense (n. 1965)

## Compositori(12)
- Mark Adamo, compositore statunitense (Filadelfia, n. 1962)
- Mark Avsec, compositore statunitense (n. 1954)
- Mark Cooksey, compositore inglese (Skegness, n. 1966)
- Mark Eliyahu, compositore israeliano (Derbent, n. 1982)
- Mark Hollmann, compositore e paroliere statunitense (Belleville, n. 1963)
- Mark Isham, compositore e trombettista statunitense (New York, n. 1951)
- Mark Kilian, compositore sudafricano (Sudafrica)
- Mark Korven, compositore e musicista canadese (Swift Current)
- Mark Mancina, compositore e musicista statunitense (Santa Monica, n. 1957)
- Mark Morgan, compositore e musicista statunitense (Los Angeles)
- Mark Petrie, compositore neozelandese (Auckland, n. 1979)
- Mark Shreeve, compositore britannico (Great Yarmouth, n. 1957 - † 2022)

## Compositori di scacchi(1)
- Mark Liburkin, compositore di scacchi sovietico (Vitebsk, n. 1910 - Mosca, † 1953)

## Conduttori televisivi(1)
- Dashan, conduttore televisivo, attore e comico canadese (Ottawa, n. 1965)

## Costumisti(1)
- Mark Bridges, costumista statunitense (Niagara Falls)

## Criminali(2)
- Mark David Chapman, criminale statunitense (Fort Worth, n. 1955)
- Mark Brandon Read, criminale e scrittore australiano (Carlton, n. 1954 - Melbourne, † 2013)

## Critici musicali(1)
- Mark Beaumont, critico musicale e giornalista inglese (n. 1972)

## Danzatori(2)
- Mark Ballas, ballerino statunitense (Houston, n. 1986)
- Mark Morris, ballerino, coreografo e regista teatrale statunitense (Seattle, n. 1956)

## Designer(1)
- Mark Adams, designer britannico (Londra, n. 1961)

## Diplomatici(1)
- Mark Sykes, diplomatico britannico (Londra, n. 1879 - Parigi, † 1919)

## Direttori d'orchestra(1)
- Mark Elder, direttore d'orchestra britannico (Hexham, n. 1947)

## Direttori della fotografia(2)
- Mark Irwin, direttore della fotografia canadese (Toronto, n. 1950)
- Mark Lee Ping Bin, direttore della fotografia e fotografo taiwanese (n. 1954)

## Direttori di coro(1)
- Mark Anthony Carpio, direttore di coro, pianista e controtenore filippino (Manila)

## Dirigenti d'azienda(2)
- Mark Davis, dirigente d'azienda statunitense (Brooklyn, n. 1955)
- Mark Reynolds Hughes, dirigente d'azienda statunitense (La Mirada, n. 1956 - Malibù, † 2000)

## Dirigenti sportivi(4)
- Mark Bresciano, dirigente sportivo, imprenditore e ex calciatore australiano (Melbourne, n. 1980)
- Mark McNally, dirigente sportivo, ex ciclista su strada e pistard britannico (Fazakerley, n. 1989)
- Mark Messier, dirigente sportivo e ex hockeista su ghiaccio canadese (Edmonton, n. 1961)
- Mark Noble, dirigente sportivo e ex calciatore inglese (Londra, n. 1987)

## Disc jockey(1)
- Mark Farina, disc jockey e produttore discografico statunitense (Chicago, n. 1969)

## Disegnatori(3)
- Mark Fiore, disegnatore e fumettista statunitense
- Mark Sexton, disegnatore e fumettista australiano (n. 1970)
- Mark Wilkinson, disegnatore britannico (Windsor, n. 1952)

## Doppiatori(2)
- Mark Klastorin, doppiatore statunitense (n. 1951 - † 2012)
- Mark Moseley, doppiatore statunitense (n. 1961)

## Drammaturghi(3)
- Mark Medoff, drammaturgo e sceneggiatore statunitense (Mount Carmel, n. 1940 - Las Cruces, † 2019)
- Mark Ravenhill, drammaturgo, attore e giornalista britannico (n. 1966)
- Mark Swan, commediografo e sceneggiatore statunitense (Rockport, n. 1871 - † 1942)

## Economisti(4)
- Mark Blaug, economista olandese (L'Aia, n. 1927 - † 2011)
- Mark Carney, economista, banchiere e manager canadese (Fort Smith, n. 1965)
- Mark Skousen, economista e scrittore statunitense (San Diego, n. 1947)
- Mark Thornton, economista statunitense (n. 1960)

## Etnologi(1)
- Mark Plotkin, etnologo e botanico statunitense (n. 1955)

## Filosofi(2)
- Mark Fisher, filosofo, sociologo e critico musicale britannico (Leicester, n. 1968 - Felixstowe, † 2017)
- Mark Borisovič Mitin, filosofo e storico sovietico (Žytomyr, n. 1901 - Mosca, † 1987)

## Fisici(1)
- Mark Buchanan, fisico e divulgatore scientifico statunitense (Cleveland, n. 1961)

## Fotografi(3)
- Mark Getty, fotografo e imprenditore britannico (Roma, n. 1960)
- Mark Hogancamp, fotografo statunitense (Kingston, n. 1970)
- Mark Morrisroe, fotografo e performance artist statunitense (Malden, n. 1959 - Jersey City, † 1989)

## Fumettisti(5)
- Mark Bagley, fumettista statunitense (Francoforte sul Meno, n. 1957)
- Mark Brooks, fumettista statunitense (n. 1973)
- Mark Gruenwald, fumettista e curatore editoriale statunitense (Oshkosh, n. 1953 - Pawling, † 1996)
- Mark Millar, fumettista britannico (Coatbridge, n. 1969)
- Mark Waid, fumettista statunitense (Hueytown, n. 1962)

## Funzionari(1)
- Mark Felt, funzionario statunitense (Twin Falls, n. 1913 - Santa Monica, † 2008)

## Generali(3)
- Mark Carleton-Smith, generale britannico (Bielefeld, n. 1964)
- Mark Clark, generale statunitense (Madison Barracks, n. 1896 - Charleston, † 1984)
- Mark Milley, generale statunitense (Winchester, n. 1958)

## Giocatori di baseball(7)
- Mark Buehrle, ex giocatore di baseball statunitense (Saint Charles, n. 1979)
- Mark Guthrie, ex giocatore di baseball statunitense (Buffalo, n. 1965)
- Mark Hendrickson, ex giocatore di baseball e ex cestista statunitense (Mount Vernon, n. 1974)
- Mark Loretta, ex giocatore di baseball statunitense (Santa Monica, n. 1971)
- Mark Melancon, giocatore di baseball statunitense (Wheat Ridge, n. 1985)
- Mark Teixeira, ex giocatore di baseball statunitense (Annapolis, n. 1980)
- Mark Trumbo, giocatore di baseball statunitense (Anaheim, n. 1986)

## Giocatori di beach volley(1)
- Mark Heese, ex giocatore di beach volley canadese (Toronto, n. 1969)

## Giocatori di calcio a 5(1)
- Mark Moser, ex giocatore di calcio a 5 statunitense (Saint Louis, n. 1966)

## Giocatori di curling(1)
- Mark Nichols, giocatore di curling canadese (Labrador City, n. 1980)

## Giocatori di football americano(43)
- Mark Adickes, ex giocatore di football americano statunitense (Stoccarda, n. 1961)
- Mark Andrews, giocatore di football americano statunitense (Scottsdale, n. 1996)
- Mark Asper, giocatore di football americano statunitense (Rexburg, n. 1985)
- Mark Barron, giocatore di football americano statunitense (Mobile, n. 1989)
- Mark Bavaro, ex giocatore di football americano statunitense (Winthrop, n. 1963)
- Mark Bell, ex giocatore di football americano statunitense (Wichita, n. 1957)
- Mark Bellini, ex giocatore di football americano statunitense (San Leandro, n. 1964)
- Mark Bortz, ex giocatore di football americano statunitense (Pardeeville, n. 1961)
- Mark Bruener, ex giocatore di football americano statunitense (Olympia, n. 1972)
- Mark Brunell, ex giocatore di football americano statunitense (Los Angeles, n. 1970)
- Mark Campbell, ex giocatore di football americano statunitense (Clawson, n. 1975)
- Mark Carrier, ex giocatore di football americano statunitense (Lake Charles, n. 1968)
- Mark Chmura, ex giocatore di football americano statunitense (Deerfield, n. 1969)
- Mark Clayton, ex giocatore di football americano statunitense (Indianapolis, n. 1961)
- Mark Duper, ex giocatore di football americano statunitense (Pineville, n. 1959)
- Mark Fields, ex giocatore di football americano statunitense (Los Angeles, n. 1972)
- Mark Glowinski, giocatore di football americano statunitense (Wilkes-Barre, n. 1992)
- Mark Herrmann, ex giocatore di football americano statunitense (Carmel, n. 1959)
- Mark Hutson, ex giocatore di football americano e allenatore di football americano statunitense (Wichita, n. 1966)
- Mark Ingram, ex giocatore di football americano statunitense (Hackensack, n. 1989)
- Mark Ingram, ex giocatore di football americano statunitense (Rockford, n. 1965)
- Mark LeGree, ex giocatore di football americano statunitense (St. Helena Island, n. 1989)
- Mark Malone, ex giocatore di football americano statunitense (El Cajon, n. 1958)
- Mark Haynes, ex giocatore di football americano statunitense (Kansas City, n. 1958)
- Mark May, ex giocatore di football americano statunitense (Oneonta, n. 1959)
- Mark Moseley, ex giocatore di football americano statunitense (Laneville, n. 1948)
- Mark Murphy, ex giocatore di football americano e dirigente sportivo statunitense (Fulton, n. 1955)
- Mark Nichols, ex giocatore di football americano statunitense (Bakersfield, n. 1959)
- Mark Nzeocha, ex giocatore di football americano tedesco (Ansbach, n. 1990)
- Mark Pappas, giocatore di football americano statunitense (Avon Lake)
- Mark Robinson, giocatore di football americano statunitense (Leesburg, n. 1999)
- Mark Rypien, ex giocatore di football americano canadese (Calgary, n. 1962)
- Mark Sanchez, ex giocatore di football americano statunitense (Long Beach, n. 1986)
- Mark Scherenberg, giocatore di football americano tedesco (Aquisgrana, n. 1987)
- Mark Schlereth, ex giocatore di football americano statunitense (Anchorage, n. 1966)
- Mark Smolinski, ex giocatore di football americano statunitense (Alpena, n. 1939)
- Mark Stepnoski, ex giocatore di football americano statunitense (Erie, n. 1967)
- Mark Tuinei, giocatore di football americano statunitense (Oceanside, n. 1960 - Plano, † 1999)
- Mark Vander Poel, ex giocatore di football americano statunitense (Upland, n. 1959)
- Mark Vlasic, ex giocatore di football americano statunitense (Rochester, n. 1963)
- Mark Washington, ex giocatore di football americano statunitense (Chicago, n. 1947)
- Mark Webb, giocatore di football americano canadese (Filadelfia, n. 1998)
- Mark Wilson, ex giocatore di football americano statunitense (San Jose, n. 1980)

## Giocatori di poker(1)
- Mark Teltscher, giocatore di poker inglese (Londra)

## Giocatori di snooker(6)
- Mark Allen, giocatore di snooker britannico (Belfast, n. 1986)
- Mark Davis, giocatore di snooker inglese (St Leonards-on-Sea, n. 1972)
- Mark Joyce, giocatore di snooker inglese (Walsall, n. 1983)
- Mark King, giocatore di snooker inglese (Romford, n. 1974)
- Mark Selby, giocatore di snooker inglese (Leicester, n. 1983)
- Mark Williams, giocatore di snooker gallese (Ebbw Vale, n. 1975)

## Giornalisti(8)
- Mark Boal, giornalista, sceneggiatore e produttore cinematografico statunitense (New York City, n. 1973)
- Mark Franchetti, giornalista britannico (Milano, n. 1967)
- Mark Hellinger, giornalista, produttore cinematografico e scrittore statunitense (New York, n. 1903 - New York, † 1947)
- Mark Jacobson, giornalista e sceneggiatore statunitense (n. 1948)
- Mark Lemon, giornalista, commediografo e scrittore inglese (Londra, n. 1809 - Crawley, † 1870)
- Mark Lynas, giornalista, scrittore e ambientalista britannico (Figi, n. 1973)
- Mark Spörrle, giornalista tedesco (Flensburgo, n. 1967)
- Mark Steines, giornalista, conduttore televisivo e attore statunitense (Dubuque, n. 1964)

## Glottoteti(1)
- Mark Rosenfelder, glottoteta statunitense

## Golfisti(3)
- Mark Calcavecchia, golfista statunitense (Laurel, n. 1960)
- Mark James, golfista inglese (Manchester, n. 1953)
- Mark O'Meara, golfista statunitense (Goldsboro, n. 1957)

## Hockeisti su ghiaccio(15)
- Mark Arcobello, hockeista su ghiaccio statunitense (Milford, n. 1988)
- Mark Bastl, ex hockeista su ghiaccio svizzero (Ollon, n. 1980)
- Mark Borowiecki, ex hockeista su ghiaccio canadese (Ottawa, n. 1989)
- Mark Demetz, ex hockeista su ghiaccio italiano (Bressanone, n. 1981)
- Mark Eaton, ex hockeista su ghiaccio statunitense (Wilmington, n. 1977)
- Mark Fayne, hockeista su ghiaccio statunitense (Nashua, n. 1987)
- Mark Howe, ex hockeista su ghiaccio e dirigente sportivo statunitense (Detroit, n. 1955)
- Mark McCutcheon, ex hockeista su ghiaccio statunitense (Ithaca, n. 1984)
- Mark Pavelich, hockeista su ghiaccio statunitense (Eveleth, n. 1958 - Sauk Centre, † 2021)
- Mark Popovic, hockeista su ghiaccio canadese (Stoney Creek, n. 1982)
- Mark Santorelli, ex hockeista su ghiaccio canadese (Burnaby, n. 1988)
- Mark Scheifele, hockeista su ghiaccio canadese (Kitchener, n. 1993)
- Mark Stone, hockeista su ghiaccio canadese (Winnipeg, n. 1992)
- Mark Streit, ex hockeista su ghiaccio svizzero (Englisberg, n. 1977)
- Mark Wells, hockeista su ghiaccio statunitense (St. Clair Shores, n. 1957 - Escanaba, † 2024)

## Hockeisti su prato(1)
- Mark Knowles, hockeista su prato australiano (n. 1984)

## Illustratori(1)
- Mark Alan Stamaty, illustratore e fumettista statunitense (Brooklyn, n. 1947)

## Imprenditori(6)
- Mark Bingham, imprenditore e rugbista a 15 statunitense (Phoenix, n. 1970 - Shanksville, † 2001)
- Mark Cuban, imprenditore statunitense (Pittsburgh, n. 1958)
- Mark C. Honeywell, imprenditore e inventore statunitense (Wabash, n. 1874 - † 1964)
- Mark Pathy, imprenditore e astronauta canadese (n. 1969)
- Mark Shuttleworth, imprenditore sudafricano (Welkom, n. 1973)
- Mark Thatcher, imprenditore e pilota automobilistico britannico (Londra, n. 1953)

## Indologi(1)
- Mark Dyczkowski, indologo e musicista britannico (Londra, n. 1951 - Varanasi, † 2025)

## Informatici(3)
- Mark Pelczarski, informatico statunitense
- Mark Weiser, informatico statunitense (Harvey, n. 1952 - † 1999)
- Mark Zuckerberg, informatico e imprenditore statunitense (White Plains, n. 1984)

## Judoka(1)
- Mark Huizinga, ex judoka olandese (Vlaardingen, n. 1973)

## Latinisti(1)
- Mark Owen Lee, latinista, musicologo e saggista statunitense (Detroit, n. 1930 - Toronto, † 2019)

## Linguisti(2)
- Mark Steedman, linguista britannico (n. 1946)
- Mark Turner, linguista statunitense (n. 1954)

## Lottatori(3)
- Mark Madsen, lottatore danese (Nykøbing Falster, n. 1984)
- Mark Schultz, ex lottatore statunitense (Palo Alto, n. 1960)
- Mark Slavin, lottatore israeliano (Minsk, n. 1954 - Monaco di Baviera, † 1972)

## Maratoneti(3)
- Mark Korir, maratoneta keniota (n. 1985)
- Mark Plaatjes, ex maratoneta sudafricano (Johannesburg, n. 1962)
- Mark Saina, ex maratoneta keniota (n. 1970)

## Matematici(4)
- Mark Kac, matematico e statistico polacco (Kremenec', n. 1914 - California, † 1984)
- Mark Krejn, matematico sovietico (Kiev, n. 1907 - Odessa, † 1989)
- Mark Najmark, matematico sovietico (Odessa, n. 1909 - Odessa, † 1978)
- Mark Nigrini, matematico statunitense

## Medici(1)
- Mark Taubert, medico tedesco (Seeheim-Jugenheim, n. 1975)

## Mezzofondisti(2)
- Mark Carroll, ex mezzofondista irlandese (n. 1972)
- Mark English, mezzofondista irlandese (Letterkenny, n. 1993)

## Militari(1)
- Mark Phillips, militare e politico guyanese (Georgetown, n. 1961)

## Montatori(3)
- Mark Day, montatore britannico (Londra, n. 1961)
- Mark Livolsi, montatore statunitense (Mount Lebanon, n. 1962 - Pasadena, † 2018)
- Mark Sanger, montatore inglese (Londra, n. 1974)

## Musicisti(14)
- Mark Boston, musicista statunitense (Salem, n. 1949)
- Mark Brydon, musicista, compositore e produttore discografico britannico (Sunderland, n. 1960)
- Mark Hart, musicista e polistrumentista statunitense (Fort Scott, n. 1953)
- Mark Ibold, musicista statunitense (Cincinnati, n. 1962)
- Mark Klem, musicista statunitense
- Mark McGuire, musicista statunitense (Cleveland, n. 1986)
- Money Mark, musicista, produttore discografico e attore statunitense (Detroit, n. 1960)
- Mark O'Connor, musicista e compositore statunitense (Mountlake Terrace, n. 1961)
- Mark Olson, musicista e cantautore statunitense (Minneapolis, n. 1961)
- Mark Sandman, musicista e cantautore statunitense (Newton, n. 1952 - Palestrina, † 1999)
- Mark Smeaton, musicista inglese (Londra, † 1536)
- Mark Spiro, musicista, cantautore e compositore statunitense (Seattle, n. 1957 - † 2024)
- Mark Spybey, musicista e compositore britannico
- Mark Sultan, musicista e produttore discografico canadese (Montréal, n. 1973)

## Naturalisti(1)
- Mark Catesby, naturalista inglese (Castle Hedingham, n. 1683 - Londra, † 1749)

## Numismatici(1)
- Mark Blackburn, numismatico britannico (Camberley, n. 1953 - † 2011)

## Nuotatori(14)
- Mark Foster, ex nuotatore britannico (Billericay, n. 1970)
- Mark Gangloff, ex nuotatore statunitense (Buffalo, n. 1982)
- Mark Henderson, ex nuotatore statunitense (Washington, n. 1969)
- Mark Johnston, ex nuotatore canadese (St. Catharines, n. 1979)
- Mark Kerry, ex nuotatore australiano (Temora, n. 1959)
- Mark Malyar, nuotatore israeliano (n. 2000)
- Mark Pinger, ex nuotatore tedesco (Kenzingen, n. 1970)
- Mark Spitz, ex nuotatore statunitense (Modesto, n. 1950)
- Mark Stockwell, ex nuotatore australiano (Brisbane, n. 1963)
- Mark Tewksbury, ex nuotatore canadese (Calgary, n. 1968)
- Mark Tonelli, ex nuotatore australiano (Ipswich, n. 1957)
- Mark Veens, ex nuotatore olandese (Venray, n. 1978)
- Mark Warnecke, ex nuotatore tedesco (Bochum, n. 1970)
- Mark van der Zijden, ex nuotatore olandese (n. 1973)

## Ostacolisti(3)
- Mark Crear, ex ostacolista statunitense (San Francisco, n. 1968)
- Mark Jackson, ex ostacolista canadese (Toronto, n. 1969)
- Mark McKoy, ex ostacolista canadese (Georgetown, n. 1961)

## Pallamanisti(1)
- Mark Dragunski, ex pallamanista e allenatore di pallamano tedesco (Recklinghausen, n. 1970)

## Pallanuotisti(1)
- Mark Andrews, ex pallanuotista e rugbista a 15 sudafricano (Elliot, n. 1972)

## Pallavolisti(3)
- Mark Dusharme, pallavolista statunitense (San Diego, n. 1981)
- Mark McGivern, pallavolista britannico (Bellshill, n. 1983)
- Mark Siebeck, ex pallavolista tedesco (Schkeuditz, n. 1975)

## Pattinatori artistici su ghiaccio(2)
- Mark Kondratjuk, pattinatore artistico su ghiaccio russo (Podolsk, n. 2003)
- Mark Rowsom, ex pattinatore artistico su ghiaccio canadese (Lakeshore, n. 1959)

## Pattinatori di short track(3)
- Mark Lackie, ex pattinatore di short track canadese (Saint John, n. 1967)
- Mark Prinsen, pattinatore di short track olandese (Meppel, n. 1994)
- Mark Velzeboer, pattinatore di short track olandese (Oud Ade, n. 1967)

## Pattinatori di velocità su ghiaccio(1)
- Mark Tuitert, pattinatore di velocità su ghiaccio olandese (n. 1980)

## Pianisti(3)
- Mark Hambourg, pianista russo (Bogučar, n. 1879 - Cambridge, † 1960)
- Mark Read, pianista e batterista britannico (Kingston upon Thames, n. 1978)
- Mark Evgenovič Tajmanov, pianista e scacchista russo (Char'kov, n. 1926 - San Pietroburgo, † 2016)

## Piloti automobilistici(6)
- Mark Martin, pilota automobilistico statunitense (Batesville, n. 1959)
- Mark Blundell, ex pilota automobilistico britannico (Barnet, n. 1966)
- Mark Donohue, pilota automobilistico statunitense (Summit, n. 1937 - Graz, † 1975)
- Mark Miller, pilota automobilistico e pilota di rally statunitense (Phoenix, n. 1966)
- Mark Skaife, pilota automobilistico e dirigente sportivo australiano (Gosford, n. 1967)
- Mark Webber, ex pilota automobilistico australiano (Queanbeyan, n. 1976)

## Piloti di rally(1)
- Mark Higgins, pilota di rally britannico (Man, n. 1971)

## Piloti motociclistici(3)
- Mark Aitchison, pilota motociclistico australiano (Gosford, n. 1983)
- Mark Burkhart, pilota motociclistico statunitense (Columbus, n. 1979)
- Mark Willis, pilota motociclistico australiano (Narrabri, n. 1976)

## Pistard(3)
- Mark Downey, ex pistard e ciclista su strada irlandese (Dromore, n. 1996)
- Mark Gorski, ex pistard e dirigente sportivo statunitense (Evanston, n. 1960)
- Mark Stewart, pistard e ciclista su strada britannico (Dundee, n. 1995)

## Pittori(4)
- Mark Gertler, pittore inglese (Spitalfields, n. 1891 - Londra, † 1939)
- Mark Kostabi, pittore e compositore statunitense (Los Angeles, n. 1960)
- Mark Ryden, pittore statunitense (Medford, n. 1963)
- Mark Tobey, pittore statunitense (Centerville, n. 1890 - Basilea, † 1976)

## Poeti(5)
- Mark Akenside, poeta e medico inglese (Newcastle upon Tyne, n. 1721 - Londra, † 1770)
- Mark Van Doren, poeta e critico letterario statunitense (Hope, n. 1894 - Torrington, † 1972)
- Mark Doty, poeta statunitense (Maryville, n. 1953)
- Mark O'Brien, poeta, giornalista e attivista statunitense (Boston, n. 1949 - Berkeley, † 1999)
- Mark Strand, poeta e critico letterario canadese (Summerside, n. 1934 - New York, † 2014)

## Polistrumentisti(1)
- Mark Linkous, polistrumentista e cantante statunitense (Arlington, n. 1962 - Knoxville, † 2010)

## Politici(29)
- Mark Alford, politico e giornalista statunitense (Baytown, n. 1963)
- Mark Amodei, politico statunitense (Carson City, n. 1958)
- Mark Begich, politico statunitense (Anchorage, n. 1962)
- Mark Brown, politico cookese (Avarua, n. 1963)
- Mark DeSaulnier, politico statunitense (Lowell, n. 1952)
- Mark Drakeford, politico britannico (Carmarthen, n. 1954)
- Mark Esper, politico statunitense (Uniontown, n. 1964)
- Mark Eyskens, politico, docente e economista belga (Lovanio, n. 1933)
- Mark Field, politico britannico (Hannover, n. 1964)
- Mark Gordon, politico statunitense (New York, n. 1957)
- Mark Green, politico statunitense (Jacksonville, n. 1964)
- Mark Harris, politico statunitense (Winston-Salem, n. 1966)
- Mark Kirk, politico statunitense (Champaign, n. 1959)
- Mark Meadows, politico statunitense (Verdun, n. 1959)
- Mark Messmer, politico statunitense (Jasper, n. 1967)
- Mark Francis Napier, politico e dirigente d'azienda britannico (n. 1852 - † 1919)
- Mark Neumann, politico statunitense (East Troy, n. 1954)
- Mark Parkinson, politico, imprenditore e avvocato statunitense (Wichita, n. 1957)
- Mark Pocan, politico statunitense (Kenosha, n. 1964)
- Mark Pryor, politico statunitense (Fayetteville, n. 1963)
- Mark Robinson, politico statunitense (Greensboro, n. 1968)
- Mark Rutte, politico olandese (L'Aia, n. 1967)
- Mark Schauer, politico statunitense (Howell, n. 1961)
- Mark Sutcliffe, politico, giornalista e editore canadese (Ottawa, n. 1968)
- Mark Takano, politico statunitense (Riverside, n. 1960)
- Mark Taylor, politico statunitense (Albany, n. 1957)
- Mark Udall, politico statunitense (Tucson, n. 1950)
- Abhisit Vejjajiva, politico thailandese (Newcastle upon Tyne, n. 1964)
- Mark Warner, politico statunitense (Indianapolis, n. 1954)

## Predicatori(1)
- Mark Guy Pearse, predicatore e scrittore inglese (Camborne, n. 1842 - Londra, † 1930)

## Produttori cinematografici(6)
- Mark A. Altman, produttore cinematografico statunitense
- Mark Canton, produttore cinematografico statunitense (New York, n. 1949)
- Mark M. Dintenfass, produttore cinematografico austro-ungarico (Tarnów, n. 1872 - Cliffsidepark, † 1933)
- Mark Gordon, produttore cinematografico statunitense (Newport News, n. 1956)
- Mark Johnson, produttore cinematografico e produttore televisivo statunitense (Washington, n. 1945)
- Mark L. Lester, produttore cinematografico, regista e sceneggiatore statunitense (Cleveland, n. 1946)

## Produttori discografici(10)
- Mark Coyle, produttore discografico britannico
- Mark Dodson, produttore discografico statunitense (n. 1953)
- Flood, produttore discografico inglese (Londra, n. 1960)
- Mark Hudson, produttore discografico e musicista statunitense (Portland, n. 1951)
- Mark Menghi, produttore discografico, compositore e bassista statunitense (New York, n. 1975)
- Mark Opitz, produttore discografico australiano (Melbourne, n. 1952)
- Mark Picchiotti, produttore discografico e disc jockey statunitense (Chicago)
- Mark Stent, produttore discografico britannico (Alton, n. 1965)
- Mark Taylor, produttore discografico britannico
- Mark Trombino, produttore discografico e batterista statunitense (n. 1966)

## Produttori televisivi(1)
- Mark Goodson, produttore televisivo statunitense (Sacramento, n. 1915 - New York, † 1992)

## Pugili(3)
- Mark Breland, ex pugile e attore statunitense (New York, n. 1963)
- Mark Leduc, pugile canadese (Toronto, n. 1964 - Toronto, † 2009)
- Mark Jason Melligen, pugile filippino (Cebu City, n. 1986)

## Rapper(2)
- MC 900 Ft. Jesus, rapper statunitense (Kentucky, n. 1957)
- Tha Trademarc, rapper statunitense (Peabody, n. 1975)

## Registi(25)
- Mark Buntzman, regista, sceneggiatore e attore statunitense (n. 1949 - † 2018)
- Mark Cendrowski, regista statunitense (n. 1959)
- Mark Cousins, regista irlandese (Coventry, n. 1965)
- Mark A.Z. Dippé, regista, effettista e produttore cinematografico statunitense (Tokyo, n. 1956)
- Mark Semënovič Donskoj, regista sovietico (Odessa, n. 1901 - Mosca, † 1981)
- Mark Dornford-May, regista e sceneggiatore sudafricano (n. 1955)
- Mark Frost, regista, scrittore e sceneggiatore statunitense (New York, n. 1953)
- Mark Herman, regista e sceneggiatore britannico (Bridlington, n. 1954)
- Mark Steven Johnson, regista, sceneggiatore e produttore cinematografico statunitense (Hastings, n. 1964)
- Marc Klasfeld, regista statunitense (Pennsylvania)
- Mark Levin, regista e sceneggiatore statunitense (n. 1966)
- Baz Luhrmann, regista, sceneggiatore e produttore cinematografico australiano (Sydney, n. 1962)
- Mark Mylod, regista e produttore televisivo britannico (n. 1965)
- Mark Neveldine, regista e sceneggiatore statunitense (New York City, n. 1973)
- Mark Osborne, regista, sceneggiatore e animatore statunitense (Trenton, n. 1970)
- Mark Danilovič Osep'jan, regista sovietico (Magadan, n. 1937)
- Mark Pellington, regista, produttore cinematografico e produttore televisivo statunitense (Baltimora, n. 1962)
- Mark Raso, regista canadese (Toronto)
- Mark Rezyka, regista canadese (Montréal, n. 1959)
- Mark Robson, regista, montatore e produttore cinematografico canadese (Montréal, n. 1913 - Londra, † 1978)
- Mark Romanek, regista, sceneggiatore e produttore cinematografico statunitense (Chicago, n. 1959)
- Mark Sandrich, regista, sceneggiatore e produttore cinematografico statunitense (New York, n. 1900 - Los Angeles, † 1945)
- Mark Stepanovič Tereščenko, regista cinematografico ucraino (Kovalicha, n. 1893 - Charkiv, † 1982)
- Mark Waters, regista e produttore cinematografico statunitense (Wyandotte, n. 1964)
- Mark Anatol'evič Zacharov, regista e sceneggiatore sovietico (Mosca, n. 1933 - Mosca, † 2019)

## Rivoluzionari(1)
- Mark Timofeevič Elizarov, rivoluzionario e politico russo (Bestuševka, n. 1863 - Pietrogrado, † 1919)

## Rugbisti a 13(3)
- Mark Brooke-Cowden, rugbista a 13 e rugbista a 15 neozelandese (Auckland, n. 1963)
- Mark Carter, ex rugbista a 13 e ex rugbista a 15 neozelandese (Auckland, n. 1968)
- Mark Jones, rugbista a 13 e rugbista a 15 britannico (Tredegar, n. 1965 - Abu Dhabi, † 2025)

## Rugbisti a 15(18)
- Mark Bailey, ex rugbista a 15 e storico britannico (Castleford, n. 1960)
- Mark Bennett, rugbista a 15 britannico (Cumnock, n. 1993)
- Mark Chisholm, ex rugbista a 15 australiano (Gladstone, n. 1981)
- Mark Connors, ex rugbista a 15 australiano (Brisbane, n. 1971)
- Mark Cueto, rugbista a 15 inglese (Workington, n. 1979)
- Mark Ella, ex rugbista a 15 e allenatore di rugby a 15 australiano (Sydney, n. 1959)
- Mark Finlay, ex rugbista a 15 neozelandese (Palmerston North, n. 1963)
- Mark Gerrard, rugbista a 15 australiano (Sydney, n. 1982)
- Mark Giacheri, ex rugbista a 15 e allenatore di rugby a 15 australiano (Sydney, n. 1969)
- Mark Hammett, ex rugbista a 15 e allenatore di rugby a 15 neozelandese (Christchurch, n. 1972)
- Mark Hartill, ex rugbista a 15 e allenatore di rugby a 15 australiano (Sydney, n. 1964)
- Mark Jones, rugbista a 15 e allenatore di rugby britannico (Builth Wells, n. 1979)
- Mark McCall, rugbista a 15 e allenatore di rugby a 15 irlandese (Bangor, n. 1967)
- Mark McBain, ex rugbista a 15 e allenatore di rugby a 15 australiano (Brisbane, n. 1959)
- Mark Regan, ex rugbista a 15 britannico (Bristol, n. 1972)
- Mark Titley, ex rugbista a 15 gallese (Swansea, n. 1959)
- Mark Wilkinson, rugbista a 15, imprenditore e preparatore atletico britannico (Wokingham, n. 1977)
- Mark Wilson, rugbista a 15 britannico (Kendal, n. 1989)

## Sassofonisti(1)
- Mark Turner, sassofonista statunitense (Fairborn, n. 1965)

## Scacchisti(4)
- Mark Cejtlin, scacchista russo (Frunze, n. 1943 - Beer Sheva, † 2022)
- Mark Dvoretskij, scacchista e scrittore russo (Mosca, n. 1947 - Mosca, † 2016)
- Mark Hebden, scacchista britannico (Leicester, n. 1958)
- Mark Heidenfeld, scacchista irlandese (Dublino, n. 1968)

## Sceneggiatori(9)
- Mark Bomback, sceneggiatore statunitense (New Rochelle, n. 1971)
- Mark Burton, sceneggiatore e regista britannico (n. 1960)
- Mark Fergus, sceneggiatore e regista statunitense (Queens)
- Mark Hudis, sceneggiatore e produttore televisivo statunitense (Tarrytown, n. 1968)
- Mark Jones, sceneggiatore, regista e produttore cinematografico statunitense (Los Angeles, n. 1953)
- Mark Peploe, sceneggiatore e regista britannico (Nairobi, n. 1943 - Firenze, † 2025)
- Mark Protosevich, sceneggiatore statunitense (Chicago, n. 1961)
- Mark Schwahn, sceneggiatore e regista statunitense (Pontiac, n. 1966)
- Mark L. Smith, sceneggiatore e regista statunitense (New York)

## Scenografi(1)
- Mark Tildesley, scenografo britannico (Londra, n. 1963)

## Schermidori(3)
- Mark Midler, schermidore sovietico (Mosca, n. 1931 - † 2012)
- Mark Rakita, ex schermidore sovietico (Mosca, n. 1938)
- Mark Smith, ex schermidore statunitense (New York, n. 1956)

## Sciatori alpini(2)
- Mark Engel, ex sciatore alpino statunitense (n. 1991)
- Mark Taché, ex sciatore alpino statunitense (n. 1959)

## Sciatori nordici(1)
- Mark Kirchner, sciatore nordico tedesco (Neuhaus am Rennweg, n. 1970)

## Scrittori(20)
- Mark Aldanov, scrittore, biografo e drammaturgo russo (Kiev, n. 1886 - Nizza, † 1957)
- Mark Billingham, scrittore inglese (Birmingham, n. 1961)
- Mark Bowden, scrittore statunitense (Saint Louis, n. 1951)
- Mark Childress, scrittore statunitense (Monroeville, n. 1957)
- Mark Clifton, scrittore statunitense (Filadelfia, n. 1906 - † 1963)
- Mark Z. Danielewski, scrittore statunitense (New York, n. 1966)
- Mark Dunn, scrittore statunitense (Memphis, n. 1956)
- Mark Fisher, scrittore canadese (Montréal, n. 1953)
- Mark Haddon, scrittore e poeta britannico (Northampton, n. 1962)
- Mark Lewisohn, scrittore e storico britannico (Londra, n. 1958)
- Mark Leyner, scrittore e sceneggiatore statunitense (Jersey City, n. 1956)
- Mark Manson, scrittore statunitense (Austin, n. 1984)
- Mark Merlis, scrittore statunitense (Framingham, n. 1950 - Filadelfia, † 2017)
- Mark Mills, scrittore e sceneggiatore britannico (Ginevra, n. 1963)
- Mark Mračnyj, scrittore sovietico (Hrodna, n. 1892 - † 1975)
- Mark Russell, scrittore e fumettista statunitense (Springfield, n. 1971)
- Mark Slouka, scrittore statunitense (New York, n. 1958)
- Mark Spragg, scrittore statunitense (Wyoming, n. 1952)
- Mark T. Sullivan, scrittore statunitense (Medfield)
- Mark Winegardner, scrittore statunitense (Bryan, n. 1961)

## Scultori(1)
- Mark Matveevič Antokol'skij, scultore russo (Vilna, n. 1843 - Bad Homburg, † 1902)

## Siepisti(1)
- Mark Rowland, ex siepista britannico (n. 1963)

## Slittinisti(1)
- Mark Grimmette, ex slittinista statunitense (Ann Arbor, n. 1971)

## Snowboarder(1)
- Mark McMorris, snowboarder canadese (Regina, n. 1993)

## Sociologi(1)
- Mark Granovetter, sociologo statunitense (Jersey City, n. 1943)

## Storici(2)
- Mark Mazower, storico e scrittore britannico (Londra, n. 1958)
- Mark Gregory Pegg, storico australiano (Port Macquarie, n. 1963)

## Surfisti(3)
- Mark Foo, surfista statunitense (Singapore, n. 1958 - California, † 1994)
- Mark Occhilupo, surfista australiano (Sydney, n. 1966)
- Mark Richards, surfista australiano (Newcastle, n. 1957)

## Taekwondoka(1)
- Mark López, taekwondoka statunitense (Houston, n. 1982)

## Tastieristi(4)
- Mark Harris, tastierista, arrangiatore e compositore statunitense (Meriden, n. 1955)
- Mark Kelly, tastierista irlandese (Dublino, n. 1961)
- Mark Mangold, tastierista e compositore statunitense (Miami, n. 1948)
- Mark Radice, tastierista e cantante statunitense (Newark, n. 1957)

## Tennisti(10)
- Mark Cox, ex tennista britannico (Leicester, n. 1943)
- Mark Dickson, ex tennista statunitense (Tampa, n. 1959)
- Mark Draper, ex tennista australiano (Brisbane, n. 1971)
- Mark Edmondson, ex tennista australiano (Gosford, n. 1954)
- Mark Farrell, tennista britannico (Liverpool, n. 1953 - † 2018)
- Mark Keil, ex tennista statunitense (Mountain View, n. 1967)
- Mark Koevermans, ex tennista e dirigente sportivo olandese (Rotterdam, n. 1968)
- Mark Kratzmann, ex tennista australiano (Murgon, n. 1966)
- Mark Nielsen, tennista neozelandese (Auckland, n. 1977)
- Mark Wallner, tennista tedesco (Monaco di Baviera, n. 1999)

## Tenori(1)
- Mark Padmore, tenore britannico (Londra, n. 1961)

## Teologi(1)
- Mark Miravalle, teologo statunitense (San Francisco, n. 1959)

## Triatleti(2)
- Mark Allen, triatleta statunitense (Glendale, n. 1958)
- Mark Buckingham, triatleta britannico (n. 1985)

## Trombettisti(1)
- Mark Charig, trombettista britannico (Londra, n. 1944)

## Truccatori(1)
- Mark Coulier, truccatore britannico (Leyland, n. 1964)

## Tuffatori(2)
- Mark Lenzi, tuffatore statunitense (Huntsville, n. 1968 - Greenville, † 2012)
- Mark Ruiz, tuffatore portoricano (Río Piedras, n. 1979)

## Umoristi(1)
- Mark O'Donnell, umorista e scrittore statunitense (Cleveland, n. 1954 - New York, † 2012)

## Velisti(1)
- Mark Reynolds, ex velista statunitense (San Diego, n. 1955)

## Velocisti(2)
- Mark Lewis-Francis, velocista e bobbista britannico (Darlaston, n. 1982)
- Mark Richardson, ex velocista britannico (Slough, n. 1972)

## Vescovi(1)
- Mark Pivarunas, vescovo statunitense (Chicago, n. 1958)

## Vescovi cattolici(6)
- Mark Leonard Bartchak, vescovo cattolico statunitense (Cleveland, n. 1955)
- Mark Edward Brennan, vescovo cattolico statunitense (Boston, n. 1947)
- Mark Davies, vescovo cattolico britannico (Manchester, n. 1959)
- Mark Anthony Eckman, vescovo cattolico statunitense (Pittsburgh, n. 1959)
- Mark Joseph Seitz, vescovo cattolico statunitense (Milwaukee, n. 1954)
- Gerald Richard Barnes, vescovo cattolico statunitense (Phoenix, n. 1945)

## Violinisti(1)
- Mark Wood, violinista e compositore statunitense (Port Washington, n. 1957)

## Violoncellisti(1)
- Mark Salzman, violoncellista, scrittore e sinologo statunitense (n. 1959)

## Wrestler(12)
- Mark Andrews, wrestler gallese (Cardiff, n. 1992)
- Mark Briscoe, wrestler statunitense (Laurel, n. 1985)
- Mark Coffey, wrestler britannico (Glasgow, n. 1990)
- Bubba Ray Dudley, wrestler statunitense (New York, n. 1971)
- Henry O. Godwinn, ex wrestler statunitense (Washington, n. 1964)
- Mark Henry, ex wrestler, ex sollevatore e powerlifter statunitense (Silsbee, n. 1971)
- Mark Jindrak, ex wrestler statunitense (Auburn, n. 1977)
- Mark Lewin, ex wrestler statunitense (Buffalo, New York, n. 1937)
- Mark Rocco, wrestler britannico (Tenerife, n. 1951 - Warrington, † 2020)
- Mark Youngblood, ex wrestler statunitense (Amarillo, n. 1963)
- The Undertaker, ex wrestler statunitense (Houston, n. 1965)
- Van Hammer, ex wrestler statunitense (Hebron, n. 1967)

## Youtuber(2)
- Markiplier, youtuber e comico statunitense (Honolulu, n. 1989)
- Mark Rober, youtuber e ingegnere statunitense (Orange County, n. 1980)

## Senza attività specificata(4)
- Mark Dayton, ex politico statunitense (Minneapolis, n. 1947)
- Mark Durkan, ex politico britannico (Derry, n. 1960)
- Mark Taylor, tecnico del suono britannico (Farnborough, n. 1966)
- Mark Weingarten, tecnico del suono e produttore televisivo statunitense